# Dusty Anderson
Ruth « Dusty » Anderson, née le 17 décembre 1918 à Toledo, dans l'Ohio, et morte en septembre 2007 à Marbella, est une actrice américaine et une pin-up de la Seconde Guerre mondiale.

## Biographie
Dusty Anderson commence sa carrière en tant que mannequin et fait ses débuts cinématographiques dans un rôle mineur, interprétant l'une des cover girls de La Reine de Broadway, film de Charles Vidor, de 1944, dont le rôle principal est tenu par Rita Hayworth. Au cours des trois années suivantes, elle apparaît dans huit autres films, généralement dans des rôles secondaires.
Pendant la Seconde Guerre mondiale, elle devient l'une de ces actrices dont la photographie est épinglée aux murs : une pin-up girl. Elle figure dans le numéro du 27 octobre 1944 de la revue Yank, the Army Weekly, magazine officiel des Forces armées des États-Unis.
Dusty Anderson a été marié deux fois. De 1941 à 1945 à Charles Mathieu, capitaine dans l'armée américaine. Puis de juillet 1947 jusqu'à sa mort en juillet 1993 au réalisateur Jean Negulesco, pour qui elle avait quitté son ex-mari. Le seul enfant du couple meurt en 1947 et, en 1951, Dusty Anderson fait de Take Care of My Little Girl, réalisé par son mari, son dernier film avant de mettre fin à sa carrière d'actrice. Son rôle qui n'est pas crédité au générique du film
Dusty Anderson a régulièrement assisté à des spectacles et des galas avec son mari pendant les quarante années suivantes, ce qui l'a maintenue sous les feux de la rampe. Après la mort de Negulesco en 1993, elle se retire dans la vie privée. Dusty Anderson meurt à Marbella en septembre 2007 et est enterrée avec son mari au Cementerio Virgen del Carmen, où sa mort est passée inaperçue dans les médias. 

## Filmographie partielle
- 1943 : La Reine de Broadway (Cover Girl) de Charles Vidor
- 1944 : Les Saboteurs (Secret Command) de A. Edward Sutherland
- 1944 : Sésame ouvre-toi ! (Girl in the Case) de William Berke
- 1945 : Cette nuit et toujours (Tonight and Every Night) de Victor Saville
- 1945 : Aladin ou la Lampe merveilleuse (A Thousand and One Nights) d'Alfred E. Green
- 1945 : Le Chemin de l'amour (One Way to Love)
- 1945 : Crime Doctor's Warning
- 1946 : L'Étoile des étoiles (Down to Earth) d'Alexander Hall
- 1946 : The Gentleman Misbehaves de George Sherman
- 1946 : The Phantom Thief
- 1946 : Jazz et lasso (Singing on the Trail)
- 1951 : Le Temps des cerises (Take Care of My Little Girl) de Jean Negulesco